# Норка (приток Малой Кокшаги)
Норка (Норда) — река в России, протекает по территории Звениговского и Медведевского районов Марий Эл. Устье реки находится в 35 км от устья Малой Кокшаги по левому берегу. Длина реки составляет 18 км, площадь водосборного бассейна — 68,6 км².
Исток реки теряется в обширной сети мелиоративных канав юго-западнее посёлка Силикатный и станции Кундыш. Река течёт на юго-запад, всё течение реки проходит по заболоченному, ненаселённому лесному массиву.

## Данные водного реестра
По данным государственного водного реестра России относится к Верхневолжскому бассейновому округу, водохозяйственный участок реки — Волга от Чебоксарского гидроузла до города Казань, без рек Свияга и Цивиль, речной подбассейн реки — Волга от впадения Оки до Куйбышевского водохранилища (без бассейна Суры). Речной бассейн реки — (Верхняя) Волга до Куйбышевского водохранилища (без бассейна Оки).
Код объекта в государственном водном реестре — 08010400712112100001371.